# Добрич (област Ямбол)
Вижте пояснителната страница за други значения на Добрич.
Добрич е село в Югоизточна България. То се намира в община Елхово, област Ямбол.